# Heterusia clarimargo
Heterusia clarimargo är en fjärilsart som beskrevs av W. Warren 1904. Heterusia clarimargo ingår i släktet Heterusia och familjen mätare. Inga underarter finns listade i Catalogue of Life.